# Frank Braña
Frank Braña szül. Francisco Braña Pérez (Pola de Allande, 1934. február 24. – Madrid, 2012. február 13.) asztúriai származású spanyol színész. 
Munkáiban során használt nevei Frank Blank, Francisco Brana, Frank Brana, Frank Branya, Franck Brana, Francisco Braña és Paco Braña. Népszerűsége elsősorban spagettiwesterneknek, illetve számos akciótöltetű filmeknek köszönhető. Közel 200 filmben dolgozott színészként, vagy segédrendőzéként, esetleg tanácsadóként. Korának egyik ismert akcióhőse volt erős, lehengerlő megjelenésével és határozott tekintetével. Sergio Leone filmjeiben is gyakran szerepelt. Ismert volt, hogy a kamera gyakran figyelte arckifejezéseit a minél nagyobb hatás elérése érdekében.

## Élete és pályafutása
Fiatalkorában dolgozott lelkészként, majd egy bányában munkásként, ahol szilikózist kapott. Ez a betegség élete végéig elkísérte és 2004-ben már annyira elhatalmasodott rajta, hogy végleg felhagyott a színészkedéssel is.
Mivel a katonai szolgálatra is alkalmatlan volt, akkor próbálkozott meg a színművészet világában. Először csak statiszta volt, így szerepelt olasz-spanyol mitológiai filmekben. 1964-ban már feltűnt két korai spagettiwesternben is, majd Clint Eastwooddal szerepelt Sergio Leone Dollár-trilógiájának mindhárom részében. Két Bud Spencer-Terence Hill filmben az Isten megbocsát, én nem!, valamint a Bosszú El Pasóban is láthattuk, előbbiben Terence Hillel is megverekszik, a második részben pedig Eli Wallach lövi le. A kizárólag spanyol gyártású vadnyugati filmekhez (a corizzó westernekhez) is keresett színész volt.
A spagettiwesternek hanyatlását követően Braña nem maradt munka nélkül, mert ezúttal akciófilmekben, horrorfilmekben, krimikben és más egyéb filmekben folytathatta pályáját. Még Louis de Funès francia komikus színésszel (aki spanyol származású volt) is együtt játszhatott a Felszarvazták őfelségét című komédiában. 2005-ben eljátszotta Ernest Hemingway Az öreg halász és a tenger film főszerepét Navarrában, amelyért 2008-ban díjat is nyert. 2011-ben életműdíjat kapott az Almería Western Fesztiválon. Az Asztúriai Filmfesztiválon posztumusz életműdíjjal jutalmazták 2013-ban.

## Halála
A Puerta de Hierro de Majadahonda Orvosi Egyetem kórházában hunyt el, Madridban, kevesebb mint két héttel 78. születésnapja előtt.

## Filmjei
- Királyok királya (1961)
- A Csendes óceán meghódítása (1963)
- Rififí en la ciudad (1963)
- El hombre de la diligencia (1964)
- Egy maréknyi dollárért (1964)
- La carga de la policía montada (1964)
- Pár dollárral többért (1965)
- Gyorsabb a golyónál (1966)
- Számadás (1966)
- A Jó, a Rossz és a Csúf (1966)
- Isten megbocsát, én nem (1967)
- Szemtől szemben (1967)
- A kasztíliai Sólyom (1967)
- Dos hombres van a morir (1968)
- A cowboy száz halottja (1968)
- Bosszú El Pasóban (1968)
- Volt egyszer egy Vadnyugat (1968)
- Halott cowboy nem cowboy (1969)
- A hatalom ára (1969)
- Zorro, a musztángok ura (1969)
- Churchill kommandósai (1970)
- Vamos a matar Sartana (1971)
- Necrophagus (1971)
- Felszarvazták őfelségét (1971)
- Cárok végnapjai (1971)
- A vadnyugat legmerészebb húzása (1972)
- Egy csavargó halála (Muerte de un quinqui) 1975
- Hitler különleges vonata (1977)
- La llamada del sexo (1977)
- Kegyetlen múlt (1984
- Fekete nyíl (1985)
- Nagyra törő álmok (1987)
- Nem mind arany, ami fénylik (1989)
- Kék vér (1990)
- A hasadék (1990)
- Superagentes en Mallorca (1990)
- Manoa, la ciudad de oro (1999)